# Imbabura (volcan)
Pour l’article homonyme, voir Imbabura.
L'Imbabura est un volcan endormi d'Équateur culminant à 4 609 mètres d'altitude, dans la province d'Imbabura.

## Localisation
L'Imbabura se situe dans la cordillère des Andes, au nord-ouest du Cayambe, au nord-est du Mojanda, au sud-est du Cotacachi, à l'est du Cuicocha, à l'est des villes d'Otavalo et d'Iluman, au sud-est de la ville d'Atuntaqui, au sud de la ville de San Antonio de Ibarra, au sud-ouest de la ville d'Ibarra, à l'ouest des villes d'Angochagua et de La Esperanza.